# Голодомор (повість)
«Голодомор»  — повість українського письменника Євгена Гуцала. Вперше випущена 1990 року.

## Анотація книги

### Україна
Повість «Голодомор» українського письменника Євгена Гуцало (1937–1995) розповідає про ті трагічні сторінки історії Українського Народу, які в радянські часи приховували навмисно. Сюжетна проєкція трагедії голоду визначила картини 1932–1933 рр. Об'єктивне бачення тогочасної дійсності спонукало письменника відмовитися від однолінійно послідовного нанизування подій. Зображення загальної катастрофічності людського життя будується на руйнівному — заданому «згори» втручанні репресивної машини у долі персонажів. Незважаючи на те, що чимало з них виконують другорядну чи й епізодичну функцію, кожен із них перебуває у ідейно-тематичній залежності з іншими, як і протагоністами.
У пам'яті українських селян назавжди викарбувалися страшні картини голодомору 1933 року, людське життя в ті часи перетворилося на пекло. Досі в селянські сни приходять похмурі тіні померлих, досі болить душа, що звідала нелюдське горе. А в той час, коли вимирало українське село, більшовики заявляли про розквіт соціалістичного будівництва. Саме тоді Сталін проголосив знамените своїм лицемірством гасло: «Жити стало краще, жити стало веселіше!» Під цей бравурний акомпанемент померлих від голодомору закопували у великих могилах, а траплялося й так, що закопувати було вже нікому.
Ми зобов'язані знати правдиву історію своєї землі — саме про таку історію розповідає повість Євгена Гуцала «Голодомор».

## Видання
- 1990 рік[2].